# Jim l'irresistibile detective
Jim l'irresistibile detective (A Lovely Way to Die) è un film del 1968 diretto da David Lowell Rich.
È un film poliziesco a sfondo giallo statunitense con Kirk Douglas, Sylva Koscina e Eli Wallach.

## Trama
L'ufficiale di polizia Jim Schuyler si dimette e diventa una guardia del corpo per la moglie di un uomo ricco. Quando il marito viene trovato morto, la vedova, che ha un amante, viene accusata. Jim allora cerca di dimostrare che è innocente.

## Produzione
Il film, diretto da David Lowell Rich su una sceneggiatura di A.J. Russell, fu prodotto da Richard Lewis per la Universal Pictures e girato a New York.

## Distribuzione
Il film fu distribuito con il titolo A Lovely Way to Die negli Stati Uniti dal 12 luglio 1968 al cinema dalla Universal Pictures.
Alcune delle uscite internazionali sono state:
- in Svezia il 6 maggio 1968 (Skott ur mörkret)
- in Finlandia il 31 maggio 1968 (Etsivä kovanyrkki)
- in Francia il 6 giugno 1968 (Un détective à la dynamite)
- in Danimarca il 15 luglio 1968 (Den hårde kerne)
- in Spagna il 9 settembre 1968 (Sindicato de asesinos)
- in Turchia nel novembre del 1969 (Tatli ölüm)
- in Portogallo l'8 gennaio 1970 (Que Importa Morrer)
- in Austria (Der schnellste Weg zum Jenseits)
- in Germania Ovest (Der schnellste Weg zum Jenseits)
- in Grecia (Enas oraios tropos gia na pethanis)
- in Brasile (Entre o Desejo e a Morte)
- in Italia (Jim l'irresistibile detective)

## Promozione
Le tagline sono:
- "A bodyguard too involved with the body he was guarding!".
- "He uses his badge like a bludgeon...She uses her body like a lure!".

## Critica
Secondo il Morandini il film è un "cocktail insipido di giallo, dramma giudiziario, commedia sentimentale, farsa macabra, film d'azione".
«promette molto più di quanto mantenga... molto convenzionale. Debutto per Ali MacGraw» *½ 